# Leptoclinides exiguus
Leptoclinides exiguus är en sjöpungsart som beskrevs av Kott 200. Leptoclinides exiguus ingår i släktet Leptoclinides och familjen Didemnidae. Inga underarter finns listade i Catalogue of Life.